# Oxyethira tasmaniensis
Oxyethira tasmaniensis är en nattsländeart som beskrevs av Wells 1998. Oxyethira tasmaniensis ingår i släktet Oxyethira och familjen smånattsländor. Inga underarter finns listade i Catalogue of Life.